# Баєва Діана Артемівна
Діана Артемівна Баєва (нар. 9 серпня 2004, Макіївка, Україна) — українська гімнастка. Чемпіонка та призерка чемпіонату Європи у групових вправах. Майстер спорту міжнародного класу.

## Біографія
З початком російської агресії на Донбасі родина Діани змушена була виїхати з Макіївки, Донецької області, Україна, до Вінниці, Україна. На окупованій території залишились бабуся з дідусем, який привів Діану на секцію художньої гімнастики.

## Кар'єра
З 2020 року у складі дорослої збірної України.

#### 2020
На чемпіонаті Європи, що проходив у Києві, Україна, разом з Анастасією Возняк, Валерією Юзьвяк, Марією Височанською та Маріолою Боднарчук виграла вправу з п'ятьма м'ячами, срібло у вправі з трьома обручами та чотирма булавами та бронзу у груповому багатоборстві, а разом з юніорками Поліною Карікою, Каріною Сидорак та Меланією Тур здобули перемогу у командному заліку.

## Результати на турнірах
| Рік  | Змагання                          | Команда | ГБ | 5     | 3 + 4 |
| ---- | --------------------------------- | ------- | -- | ----- | ----- |
| 2020 | Чемпіонат України                 |         | 1  |       |       |
| 2020 | Чемпіонат Європи                  | 1       | 3  | 1     | 2     |
| 2021 | Кубок України. Дніпро             |         | 1  | 1     | 1     |
| 2021 | Кубок світу. Ташкент              |         | 6  | 5     | 5     |
| 2021 | Кубок світу. Баку                 |         | 5  | 7     | 4     |
| 2021 | Чемпіонат України                 |         | 4  | 6     |       |
| 2021 | Кубок світу. Пезаро               |         | 7  | 6     | 7     |
| 2021 | Чемпіонат Європи                  |         | 6  | 7     | 6     |
| 2021 | Чемпіонат світу                   | 4       | 8  |       |       |
|      |                                   | Команда | ГП | 5     | 3 + 2 |
| 2022 | Чемпіонат Європи                  | 8       | 10 | 6     |       |
| 2022 | Чемпіонат світу                   | 4       | 12 |       |       |
| 2023 | Гран-прі. Miss Valentine          |         | 1  | 1     | 1     |
| 2023 | Гран-прі. Марбелья                |         | 2  | 2     | 2     |
| 2023 | Кубок світу. Афіни                |         | 5  | 4     | 8     |
| 2023 | Кубок світу. Баку                 |         | 4  | 3     | 7     |
| 2023 | Чемпіонат Європи                  | 2       | 4  |       |       |
| 2023 | Чемпіонат світу                   | 6       | 5  | 7     | 3     |
| 2023 | Кубок України                     |         | 1  |       |       |
| 2024 | Міжнародний турнір Miss Valentinе |         | 1  | 1     | 1     |
| 2024 | Кубок світу. Афіни                |         | 13 | 4     |       |
| 2024 | Гран-прі. Тьє                     |         | 3  | 5     | 5     |
| 2024 | Кубок світу. Софія                |         | 10 | 7     |       |
| 2024 | Кубок світу. Баку                 |         | 7  | 5     | 7     |
| 2024 | Чемпіонат Європи                  | 8       | 6  | 5     | 3     |
| 2024 | Кубок світу. Мілан                |         | 8  |       | 3     |
| 2024 | Кубок виклику. Клуж-Напока        |         | 7  | 7     | 3     |
| 2024 | Олімпійські ігри                  |         | 7  |       |       |
|      |                                   | Команда | ГП | 2 + 3 | 5     |
| 2025 | Міжнародний турнір Miss Valentinе |         | 2  | 2     | 3     |

## Державні нагороди
- Медаль «За працю і звитягу» (8 березня 2021) — за значний особистий внесок у соціально-економічний, науково-технічний, культурно-освітній розвиток Української держави, зразкове виконання службового обов'язку та багаторічну сумлінну працю.[8]